# Barbara Mierzejewska-Krzyżowska
Barbara Maria Mierzejewska-Krzyżowska (ur. 29 grudnia 1959 w Gorzowie Wielkopolskim) – doktor habilitowany nauk o kulturze fizycznej, nauczyciel akademicki, od roku 2015 prodziekan ds. nauki Zamiejscowego Wydziału Kultury Fizycznej w Gorzowie Wielkopolskim, Akademii Wychowania Fizycznego im. Eugeniusza Piaseckiego w Poznaniu.

## Życiorys
Absolwentka I Liceum Ogólnokształcącego w Gorzowie Wielkopolskim. Studia magisterskie z filozofii przyrody na Katolickim Uniwersytecie Lubelskim w Lublinie ukończyła w 1983 roku. Pierwszą pracę nauczycielską podjęła w Zespole Szkół Medycznych w Gorzowie Wielkopolskim w latach 1983-1989.
Od 1989 roku jest pracownikiem Zakładu Anatomii, a obecnie Zakładu Nauk Morfologicznych, Biologii i Nauk o Zdrowiu Akademii Wychowania Fizycznego w Poznaniu, Zamiejscowego Wydziału Kultury Fizycznej w Gorzowie Wielkopolskim.
Naukowo i emocjonalnie od początku pracy związana była z tematyką neurobiologii. Doktorat z badań nad sieciami neuronalnymi ośrodkowego układu nerwowego obroniła w 1997 roku na Akademii Wychowania Fizycznego w Poznaniu, a w 2013 roku na tej samej uczelni zakończyła procedurę habilitacyjną, której tematyka dotyczyła różnic płciowych w strukturze i unerwieniu mięśni zaangażowanych w realizacje czynności ruchowych. Jest autorką i współautorką licznych publikacji w czasopismach polskich i zagranicznych z zakresu neurobiologii.
Członkini towarzystw naukowych: International Brain Research Organization, Polskiego Towarzystwa Anatomicznego i Polskiego Towarzystwa Badań Układu Nerwowego.